# Ophichthus apicalis
Ophichthus apicalis är en fiskart som först beskrevs av Anonymous [bennett och 1830.  Ophichthus apicalis ingår i släktet Ophichthus och familjen Ophichthidae. Inga underarter finns listade i Catalogue of Life.